# Altomünster
Altomünster är en köping i Landkreis Dachau i Regierungsbezirk Oberbayern i förbundslandet Bayern i Tyskland.